# Молодіжна першість України з футболу 2008—2009
5-та молодіжна першість України з футболу серед дублерів проходила з липня 2008 року по травень 2009 року. З цього сезону турнір почав проводитися під егідою Прем'єр-Ліги, отримав нову назву Молодіжна першість України і новий регламент. Чемпіоном вперше стала молодіжна команда «Шахтар» (Донецьк), вилетіли з турніру ФК «Харків» (Харків) та ФК «Львів» (Львів).

## Учасники
У турнірі взяли участь 16 молодіжних команд:
| - «Арсенал» (Київ) - «Ворскла» (Полтава) - «Динамо» (Київ) - «Дніпро» (Дніпропетровськ) - «Зоря» (Луганськ) - «Іллічівець» (Маріуполь) - «Карпати» (Львів) - «Кривбас» (Кривий Ріг) | - ФК «Львів» (Львів) - «Металіст» (Харків) - «Металург» (Донецьк) - «Металург» (Запоріжжя) - «Таврія» (Сімферополь) - ФК «Харків» (Харків) - «Чорноморець» (Одеса) - «Шахтар» (Донецьк) |

 — нові команди.

## Підсумкова таблиця
|    | Команда                    | І  | В  | Н | П  | МЗ | МП | О  |
| -- | -------------------------- | -- | -- | - | -- | -- | -- | -- |
| 1  | «Шахтар» (Донецьк)         | 30 | 23 | 5 | 2  | 70 | 18 | 74 |
| 2  | «Динамо» (Київ)            | 30 | 19 | 7 | 4  | 81 | 26 | 64 |
| 3  | «Чорноморець» (Одеса)      | 30 | 18 | 4 | 8  | 62 | 39 | 58 |
| 4  | «Ворскла» (Полтава)        | 30 | 18 | 4 | 8  | 55 | 35 | 58 |
| 5  | «Дніпро» (Дніпропетровськ) | 30 | 16 | 5 | 9  | 53 | 41 | 53 |
| 6  | «Металіст» (Харків)        | 30 | 15 | 4 | 11 | 49 | 35 | 49 |
| 7  | «Металург» (Запоріжжя)     | 30 | 15 | 3 | 12 | 50 | 48 | 48 |
| 8  | «Карпати» (Львів)          | 30 | 12 | 8 | 10 | 45 | 36 | 44 |
| 9  | «Іллічівець» (Маріуполь)   | 30 | 13 | 4 | 13 | 41 | 45 | 43 |
| 10 | «Металург» (Донецьк)       | 30 | 12 | 1 | 17 | 39 | 51 | 37 |
| 11 | ФК «Харків» (Харків)       | 30 | 12 | 1 | 17 | 41 | 66 | 37 |
| 12 | «Арсенал» (Київ)           | 30 | 10 | 4 | 16 | 37 | 57 | 34 |
| 13 | ФК «Львів» (Львів)         | 30 | 7  | 5 | 18 | 29 | 60 | 26 |
| 14 | «Кривбас» (Кривий Ріг)     | 30 | 6  | 6 | 18 | 34 | 64 | 24 |
| 15 | «Зоря» (Луганськ)          | 30 | 6  | 6 | 18 | 29 | 61 | 24 |
| 16 | «Таврія» (Сімферополь)     | 30 | 2  | 5 | 23 | 28 | 61 | 11 |

## Бомбардири

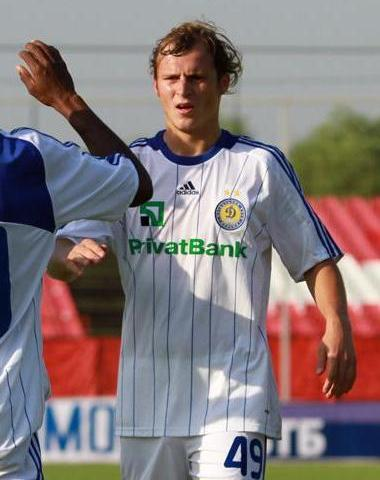
Роман Зозуля

| # | Футболіст         | Команда                    | Ігор | Голів (з пен.) |
| - | ----------------- | -------------------------- | ---- | -------------- |
| 1 | Роман Зозуля      | «Динамо» (Київ)            | 15   | 19 (4)         |
| 2 | Олександр Кас'ян  | «Шахтар» (Донецьк)         | 29   | 14 (3)         |
| 3 | Віталій Балашов   | «Чорноморець» (Одеса)      | 23   | 12 (3)         |
| 4 | Ярослав Ракицький | «Шахтар» (Донецьк)         | 26   | 11 (4)         |
| 5 | Євген Коноплянка  | «Дніпро» (Дніпропетровськ) | 22   | 11 (7)         |
| 6 | Юрій Фурта        | «Карпати» (Львів)          | 25   | 10 (0)         |
| 7 | Павло Місько      | «Кривбас» (Кривий Ріг)     | 22   | 10 (1)         |
| 6 | Тарас Яворський   | ФК «Львів» (Львів)         | 26   | 9 (3)          |